# Gat
Gat (en hebreo גת ,"lagar") era una de las cinco ciudades estado filisteas, situada al noroeste de la zona controlada por estos. Según la Biblia, en los tiempos de David y Salomón el Rey de la ciudad era Achish, sin quedar claro que la Biblia haga referencia a un solo rey con este nombre o a dos. Gat era el hogar de Goliat, así como también el de Itai y sus 600 soldados que ayudaron a David en su exilio en Absalón. David huyendo de Saúl llegó hasta Gat, poniéndose al servicio del Rey Achish. Durante el reinado de Salomón, Shemei fue a Gat para devolver a su esclavo fugado (I Reyes 2). En II Reyes 12:18, se menciona que la ciudad de Gat es capturada por el arameo Hazael de Damasco. Recientes excavaciones en el lugar han mostrado evidentes restos de un dramático asedio y la posterior destrucción del asentamiento a finales del siglo IX a. C., probablemente relacionados con este suceso.
Gat también es mencionada en las Cartas de Amarna como "Gimti/Gintu", gobernada por el Rey Shuwardata y también, posiblemente, por Abdi-Ashirti.

## Otras Gat
Gat era un nombre bastante común para designar distintos lugares tanto en el antiguo Israel como en las zonas circundantes. Varias ciudades son mencionadas en la Biblia con nombres como Gat de los Filisteos, Gat-Gittaim o Gat Carmelo, y otros sitios con nombres similares aparecen en diversas fuentes antiguas, incluidas las Cartas de Amarna. A los habitantes de Gat se les denominaba gititas.

## Lugar arqueológico
Tell es-Safi o Tel Zafit (en árabe تل الصافي, Tall aṣ-Ṣāfī, en hebreo: תל צפית, Tel Tzafit) son los nombres árabes de los dos tell identificados como Gat, uno de la antigua Canaán y el otro de una de las cinco ciudades filisteas (junto a Gaza, Ecrón, Ascalón y Asdod). Se trata de un lugar en el centro de Israel que abarca un amplio periodo. Está situado aproximadamente a mitad de camino entre Jerusalén y Ascalón, en la transición entre la Llanura costera de Israel y el piedemonte de Judea.
El lugar fue descubierto por exploradores a mediados del siglo XIX, y fue brevemente excavado en 1899 por los arqueólogos británicos Frederick Jones Bliss y Robert Alexander Stewart Macalister. Una exploración más amplia del lugar se llevó a cabo en 1996, cuando se inició en el lugar un proyecto a largo plazo dirigido por Aren Maeir de la Universidad Bar Ilán de Israel. Desde este año se siguen llevando a cabo diversas excavaciones y estudios de diversas culturas, períodos y aspectos relacionados con este lugar.
Parece ser que el lugar ya era habitado desde el Calcolítico (hace unos 5000 años), después del cual se continuó ocupando hasta llegar al moderno pueblo palestino de Tell es-Safi, abandonado durante la guerra árabe-israelí de 1948.
Hasta la fecha, la evidencia arqueológica no había establecido conclusivamente la ubicación de esta ciudad, que figura prominentemente en los Libros de Samuel (I Samuel y II Samuel). Actualmente, la mayoría de los arqueólogos identifican Gat como el sitio arqueológico actual de Tel es-Safi (alias Tel Safi).

## Edad de Bronce
Existen evidencias de la ocupación de un amplio asentamiento urbano al comienzo de la Edad de Bronce. Es similar a otros asentamientos urbanos de este período al sur de Canaán, como por ejemplo la cercana Tel Yarmut.
Las pocas evidencias encontradas del Bronce Antiguo se encuentra en el Tel en forma de diversos fragmentos. En las inmediaciones al Tel (al este, en la zona C6) existen evidencias de tumbas y diversa actividad humana.
Los restos del Bronce Medio se encuentran más dispersos dentro del Tel (en los años 60 se encontró un escarabeo de Iannas). Recientemente, en el 2006, han aparecido pruebas de la existencia de una impresionante fortificación en la cumbre del Tel que incluiría un muro con torre de piedra y una muralla de tierra en forma de glacis.
Los restos del Bronce Tardío son más numerosos y representan la prueba definitiva de la existencia de la ciudad cananea de Gat, que es mencionada en las Cartas de Amarna. Los hallazgos de este período incluyen un gran edificio público, aparentemente relacionado con el culto, y una pequeña colección de objetos Egipcios, que incluyen dos inscripciones en egipcio hierático (ambos inscritos en vasijas de fabricación local). Al parecer esta ciudad fue destruida a finales de este período, seguramente con la llegada de los filisteos.

## Edad de Hierro
Durante la Edad de Hierro, el lugar se convierte en uno de los asentamientos filisteos más importantes, "Gat de los Filisteos", una de las cinco ciudades de la pentápolis filistea, mencionada tanto en la Biblia como en otros textos. Han sido encontradas evidencias de distintas etapas de la cultura filistea, incluso desde sus orígenes alrededor del 1175 a. C., considerando su gradual transformación. Este proceso, denominado aculturación, puede observarse en diversos aspectos de la cultura filistea, según se va avanzando en la Edad de Hierro.
Especialmente significativos son los estratos que datan de los siglos X y IX a. C., con el descubrimiento de importantes hallazgos. Estos estratos permiten el estudio completo de la cultura filistea, ya que en otros lugares como Ecrón, Asdod o Ascalón estas fases no están bien representadas.
A finales de la Edad de Hierro aparece de nuevo claras evidencias de una gran destrucción del lugar (aproximadamente al final del siglo IX a. C.). Este hecho podría estar relacionado con la conquista de Gat por parte de Hazael, el rey arameo de Damasco, tal como se menciona en II Reyes 12:18. Alrededor del lugar existen diversas pruebas de un gran asedio. El sistema de asedio, que incluye trincheras excavadas por los soldados, terraplenes y otros elementos, es en la actualidad la primera evidencia arqueológica "sobre el terreno" de un antiguo asedio.
Entre los numerosos hallazgos en la destrucción de este nivel, se puede observar la impresionante perfección en la cerámica, diversos objetos de culto, un taller de herramientas de hueso, y gran variedad de hallazgos.

### El "Fragmento de Goliat"
En el 2005, por debajo del nivel de destrucción de finales del siglo IX a. C., en un estrato datado a principios de la Edad de Hierro, se encontró una importante inscripción rayada en un típico trozo de cerámica. En él se escribían en un semítico pre-cananeo dos nombres no semíticos presumiblemente filisteos. Estos dos nombres "ALWT" (אלות) y "WLT" (ולת) son etimológicamente similares al nombre de Goliat (גלית), el conocido líder filisteo, que según el texto bíblico era originario de Gat.
Los dos nombres indican el uso frecuente en Filistea del nombre "Goliat" durante la Edad de Hierro, que casualmente son los tiempos descritos por la Biblia. Sin embargo estas inscripciones no prueban la existencia de Goliat, aunque si son una buena prueba del nivel cultural de este período. En cualquier caso proporcionan un buen ejemplo de los nombres usados por los filisteos durante este tiempo, y representan las primeras pruebas del uso de un sistema de escritura alfabético en Filistea.

## Las Cruzadas (sigloXII)
Gat perdió su importancia como ciudad filistea después de su destrucción por parte de Hazael, aunque siguió siendo habitada y reconstruida en años posteriores. Durante las Cruzadas, debido a la conquista de Tierra Santa en la Primera Cruzada, se construyó en el sitio una pequeña fortaleza, "Blanche Garde" (Guardia Blanca), como parte del sistema de aislamiento a los fatimíes de Ascalón. Esta fortaleza fue posteriormente capturada por los ayubíes, y sirvió de base para la medieval y moderna ciudad de Tell es-Safi, que existió hasta 1948. Las ruinas del castillo y el pueblo aún pueden verse hoy en día, además las secciones exteriores del castillo han sido excavadas durante los últimos años.